# Collegio elettorale di Treviglio (Senato della Repubblica)
Il collegio di Treviglio fu un collegio elettorale uninominale della Repubblica Italiana appartenente alla Circoscrizione Lombardia; fu utilizzato per eleggere un senatore della Repubblica dalla I alla XIV legislatura, sebbene con forme diverse e sistemi elettorali diversi.

## Storia
Il collegio venne creato nel 1948 secondo la legge n. 29 del 6 febbraio 1948 la quale, pur basandosi sull'impianto proporzionale in vigore per la Camera, rispetto a quest'ultima conteneva alcuni piccoli correttivi in senso maggioritario. Tale legge ebbe il suo definitivo perfezionamento col Testo Unico n. 361 del 1957. Differentemente dalla Camera, la legge elettorale del Senato si articolava su base regionale, seguendo il dettato costituzionale (art.57). Ogni Regione era suddivisa in tanti collegi uninominali quanti erano i seggi ad essa assegnati. All'interno di ciascun collegio, veniva eletto il candidato che avesse raggiunto il quorum del 65% delle preferenze: tale soglia, oggettivamente di difficilissimo conseguimento, tradiva l'impianto proporzionale su cui era concepito anche il sistema elettorale della Camera Alta. Qualora, come normalmente avveniva, nessun candidato avesse conseguito l'elezione, i voti di tutti i candidati venivano raggruppati in liste di partito a livello regionale, dove i seggi venivano allocati utilizzando il metodo D'Hondt delle maggiori medie statistiche e quindi, all'interno di ciascuna lista, venivano dichiarati eletti i candidati con le migliori percentuali di preferenza.
Nel 1993, con la cosiddetta Legge Mattarella (Legge n. 276, Norme per l'elezione del Senato della Repubblica), attuata in seguito al referendum abrogativo del 1993, venne istituito per la Camera dei deputati e per il Senato della Repubblica un sistema di elezione misto, in parte maggioritario e in parte proporzionale. Il 75% dei parlamentari dell'assemblea veniva eletto in collegi uninominali tramite sistema maggioritario a turno unico; il restante 25% al Senato veniva eletto tramite recupero proporzionale dei più votati non eletti attraverso un meccanismo di calcolo denominato "scorporo", cioè sottraendo dal conteggio dei voti totali di una lista nella parte proporzionale i voti ottenuti dai candidati collegati alla medesima lista che erano eletti nei collegi uninominali con il sistema maggioritario.
Il collegio venne abolito insieme a tutti gli altri che costituivano il Senato con la promulgazione della legge elettorale successiva, la cosiddetta Legge Calderoli. Questa prevedeva un sistema proporzionale con premio di maggioranza, che al Senato veniva attribuito a livello regionale.

## 1948-1993

### Territorio
Il collegio di Treviglio era uno dei 31 collegi uninominali in cui era suddivisa la Lombardia; comprendeva i seguenti comuni: Antegnate, Arcene, Arzago d'Adda, Azzano San Paolo, Barbata, Bariano, Bolgare, Boltiere, Bonate Sopra, Bonate Sotto, Bottanuco, Brembate, Brignano Gera d'Adda, Calcinate, Calcio, Calvenzano, Canonica d'Adda, Capriate San Gervasio, Caravaggio, Casirate d'Adda, Castel Rozzone, Cavernago, Centrisola, Ciserano, Cividate al Piano, Cologno al Serio, Comun Nuovo, Cortenova, Covo, Dalmine, Fara Gera d'Adda, Fara Olivana con Sola, Fontanella, Fornovo San Giovanni, Ghisalba, Grassobbio, Isso, Lallio, Levate, Lurano, Marne, Martinengo, Misano di Gera d'Adda, Morengo, Mornico al Serio, Mozzanica, Orio al Serio, Osio Sotto, Pagazzano, Palosco, Pognano, Pontirolo Nuovo, Presezzo, Pumenengo, Riviera d'Adda, Romano di Lombardia, Sotto il Monte Giovanni XXIII, Spirano, Stezzano, Suisio, Telgate, Terno d'Isola, Torre Pallavicina, Treviglio, Treviolo, Urgnano, Verdellino, Verdello e Zanica.

### Dati elettorali

#### I legislatura
|                               | Piero Mentasti ✔️ Eletto | Democrazia Cristiana                             | 71 768  | 72,74 |  |  |  |  |  |
|                               | Carlo Zilocchi           | Fronte Democratico Popolare                      | 20 547  | 20,82 |  |  |  |  |  |
|                               | Pietro Redaelli          | Unità Socialista - Partito Repubblicano Italiano | 4 506   | 4,57  |  |  |  |  |  |
|                               | Giacomo Siffredi         | Blocco Nazionale                                 | 1 847   | 1,87  |  |  |  |  |  |
| Totale                        | Totale                   | Totale                                           | 98 668  | 100   |  |  |  |  |  |
|                               |                          |                                                  |         |       |  |  |  |  |  |
| Voti non validi               | Voti non validi          | Voti non validi                                  | 6 236   | 5,94  |  |  |  |  |  |
| Votanti                       | Votanti                  | Votanti                                          | 104 904 | 95,67 |  |  |  |  |  |
| Elettori                      | Elettori                 | Elettori                                         | 109 657 |       |  |  |  |  |  |
|                               |                          |                                                  |         |       |  |  |  |  |  |
| Data: 18 aprile 1948          |                          |                                                  |         |       |  |  |  |  |  |
| Fonte: Ministero dell'interno |                          |                                                  |         |       |  |  |  |  |  |

#### II legislatura
|                                                                                | Daniele Turani ✔️ Eletto | Democrazia Cristiana                    | 69 359  | 63,35 |  |  |  |  |  |
|                                                                                | Arialdo Banfi            | Partito Socialista Italiano             | 14 645  | 13,38 |  |  |  |  |  |
|                                                                                | Achille Stuani           | Partito Comunista Italiano              | 12 587  | 11,50 |  |  |  |  |  |
|                                                                                | Ivan Matteo Lombardo     | Partito Socialista Democratico Italiano | 4 511   | 4,12  |  |  |  |  |  |
|                                                                                | Francesco Gianicola      | Movimento Sociale Italiano              | 3 242   | 2,96  |  |  |  |  |  |
|                                                                                | Francesco Marini         | Partito Nazionale Monarchico            | 3 011   | 2,75  |  |  |  |  |  |
|                                                                                | Ernesto Baslini          | Partito Liberale Italiano               | 1 152   | 1,05  |  |  |  |  |  |
|                                                                                | Giovanni Lodotti         | Unità Popolare                          | 694     | 0,63  |  |  |  |  |  |
|                                                                                | Amelio Albanese          | Alleanza Democratica Nazionale          | 287     | 0,26  |  |  |  |  |  |
| Totale                                                                         | Totale                   | Totale                                  | 109 488 | 100   |  |  |  |  |  |
|                                                                                |                          |                                         |         |       |  |  |  |  |  |
| Voti non validi                                                                | Voti non validi          | Voti non validi                         | 4 734   | 4,14  |  |  |  |  |  |
| Votanti                                                                        | Votanti                  | Votanti                                 | 114 222 | 97,38 |  |  |  |  |  |
| Elettori                                                                       | Elettori                 | Elettori                                | 117 292 |       |  |  |  |  |  |
|                                                                                |                          |                                         |         |       |  |  |  |  |  |
| Nota: quorum del 65% non raggiunto; ripartizione dei seggi a livello regionale |                          |                                         |         |       |  |  |  |  |  |
| Data: 7 giugno 1953                                                            |                          |                                         |         |       |  |  |  |  |  |
| Fonte: Ministero dell'interno                                                  |                          |                                         |         |       |  |  |  |  |  |

#### III legislatura
|                                                                                | Daniele Turani ✔️ Eletto | Democrazia Cristiana                     | 73 867  | 63,07 |  |  |  |  |  |
|                                                                                | Arturo Cattaneo          | Partito Socialista Italiano              | 14 356  | 12,26 |  |  |  |  |  |
|                                                                                | Giovanni Graff           | Partito Comunista Italiano               | 14 108  | 12,05 |  |  |  |  |  |
|                                                                                | Pietro Lombardoni        | Partito Socialista Democratico Italiano  | 5 632   | 4,81  |  |  |  |  |  |
|                                                                                | Pietro Capoferri         | Movimento Sociale Italiano               | 3 200   | 2,73  |  |  |  |  |  |
|                                                                                | Luigi Cassani            | Partito Nazionale Monarchico             | 2 404   | 2,05  |  |  |  |  |  |
|                                                                                | Michele Chiaromonte      | Partito Liberale Italiano                | 2 245   | 1,92  |  |  |  |  |  |
|                                                                                | Dante Grigillo           | Partito Monarchico Popolare              | 561     | 0,48  |  |  |  |  |  |
|                                                                                | Guido Trapletti          | Movimento Autonomia Regionale Piemontese | 452     | 0,39  |  |  |  |  |  |
|                                                                                | Antonio Bandini          | PRI - PR                                 | 296     | 0,25  |  |  |  |  |  |
| Totale                                                                         | Totale                   | Totale                                   | 117 121 | 100   |  |  |  |  |  |
|                                                                                |                          |                                          |         |       |  |  |  |  |  |
| Voti non validi                                                                | Voti non validi          | Voti non validi                          | 4 779   | 3,92  |  |  |  |  |  |
| Votanti                                                                        | Votanti                  | Votanti                                  | 121 900 | 96,94 |  |  |  |  |  |
| Elettori                                                                       | Elettori                 | Elettori                                 | 125 744 |       |  |  |  |  |  |
|                                                                                |                          |                                          |         |       |  |  |  |  |  |
| Nota: quorum del 65% non raggiunto; ripartizione dei seggi a livello regionale |                          |                                          |         |       |  |  |  |  |  |
| Data: 25 maggio 1958                                                           |                          |                                          |         |       |  |  |  |  |  |
| Fonte: Ministero dell'interno                                                  |                          |                                          |         |       |  |  |  |  |  |

#### IV legislatura
|                                                                                | Daniele Turani ✔️ Eletto | Democrazia Cristiana                             | 75 446  | 61,02 |  |  |  |  |  |
|                                                                                | C. Venturati             | Partito Socialista Italiano                      | 17 233  | 13,94 |  |  |  |  |  |
|                                                                                | T. Corbella              | Partito Comunista Italiano                       | 14 290  | 11,56 |  |  |  |  |  |
|                                                                                | P. Zanetti               | Partito Socialista Democratico Italiano          | 6 558   | 5,30  |  |  |  |  |  |
|                                                                                | G. Giraldi               | Partito Liberale Italiano                        | 4 510   | 3,65  |  |  |  |  |  |
|                                                                                | D. Ricci                 | Movimento Sociale Italiano                       | 2 985   | 2,41  |  |  |  |  |  |
|                                                                                | P. Meloni                | Partito Democratico Italiano di Unità Monarchica | 1 558   | 1,26  |  |  |  |  |  |
|                                                                                | F. Medolago Albani       | Concentrazione di Unità Rurale                   | 1 068   | 0,86  |  |  |  |  |  |
| Totale                                                                         | Totale                   | Totale                                           | 123 648 | 100   |  |  |  |  |  |
|                                                                                |                          |                                                  |         |       |  |  |  |  |  |
| Voti non validi                                                                | Voti non validi          | Voti non validi                                  | 761     | 0,61  |  |  |  |  |  |
| Votanti                                                                        | Votanti                  | Votanti                                          | 124 409 | 93,57 |  |  |  |  |  |
| Elettori                                                                       | Elettori                 | Elettori                                         | 132 955 |       |  |  |  |  |  |
|                                                                                |                          |                                                  |         |       |  |  |  |  |  |
| Nota: quorum del 65% non raggiunto; ripartizione dei seggi a livello regionale |                          |                                                  |         |       |  |  |  |  |  |
| Data: 28 aprile 1963                                                           |                          |                                                  |         |       |  |  |  |  |  |
| Fonte: Ministero dell'interno                                                  |                          |                                                  |         |       |  |  |  |  |  |

#### V legislatura
|                                                                                | Aurelio Angelo Colleoni ✔️ Eletto | Democrazia Cristiana          | 82 673  | 62,10 |  |  |  |  |  |
|                                                                                | G. Ravasi                         | PCI - PSIUP                   | 22 900  | 17,20 |  |  |  |  |  |
|                                                                                | G. Spada                          | PSI-PSDI Unificati            | 17 702  | 13,30 |  |  |  |  |  |
|                                                                                | G. Ossani                         | Partito Liberale Italiano     | 5 567   | 4,18  |  |  |  |  |  |
|                                                                                | B. Corlazzoli                     | Movimento Sociale Italiano    | 3 620   | 2,72  |  |  |  |  |  |
|                                                                                | G. Neri                           | Partito Repubblicano Italiano | 673     | 0,51  |  |  |  |  |  |
| Totale                                                                         | Totale                            | Totale                        | 133 135 | 100   |  |  |  |  |  |
|                                                                                |                                   |                               |         |       |  |  |  |  |  |
| Voti non validi                                                                | Voti non validi                   | Voti non validi               | 6 941   | 4,96  |  |  |  |  |  |
| Votanti                                                                        | Votanti                           | Votanti                       | 140 076 | 97,24 |  |  |  |  |  |
| Elettori                                                                       | Elettori                          | Elettori                      | 144 054 |       |  |  |  |  |  |
|                                                                                |                                   |                               |         |       |  |  |  |  |  |
| Nota: quorum del 65% non raggiunto; ripartizione dei seggi a livello regionale |                                   |                               |         |       |  |  |  |  |  |
| Data: 19 maggio 1968                                                           |                                   |                               |         |       |  |  |  |  |  |
| Fonte: Ministero dell'interno                                                  |                                   |                               |         |       |  |  |  |  |  |

#### VI legislatura
|                                                                                | Nullo Biaggi ✔️ Eletto    | Democrazia Cristiana                    | 86 430  | 60,79 |  |  |  |  |  |
|                                                                                | A. Radaelli               | PCI - PSIUP                             | 21 745  | 15,30 |  |  |  |  |  |
|                                                                                | T. G. Cintinelli          | Partito Socialista Italiano             | 16 524  | 11,62 |  |  |  |  |  |
|                                                                                | G. Gentilini              | Partito Socialista Democratico Italiano | 6 780   | 4,77  |  |  |  |  |  |
|                                                                                | C. Bolzoni                | Movimento Sociale Italiano              | 4 775   | 3,36  |  |  |  |  |  |
|                                                                                | G. Ossani                 | Partito Liberale Italiano               | 4 211   | 2,96  |  |  |  |  |  |
|                                                                                | Pier Carlo Passerini Tosi | Partito Repubblicano Italiano           | 1 702   | 1,20  |  |  |  |  |  |
| Totale                                                                         | Totale                    | Totale                                  | 142 167 | 100   |  |  |  |  |  |
|                                                                                |                           |                                         |         |       |  |  |  |  |  |
| Voti non validi                                                                | Voti non validi           | Voti non validi                         | 6 365   | 4,29  |  |  |  |  |  |
| Votanti                                                                        | Votanti                   | Votanti                                 | 148 532 | 97,75 |  |  |  |  |  |
| Elettori                                                                       | Elettori                  | Elettori                                | 151 946 |       |  |  |  |  |  |
|                                                                                |                           |                                         |         |       |  |  |  |  |  |
| Nota: quorum del 65% non raggiunto; ripartizione dei seggi a livello regionale |                           |                                         |         |       |  |  |  |  |  |
| Data: 7 maggio 1972                                                            |                           |                                         |         |       |  |  |  |  |  |
| Fonte: Ministero dell'interno                                                  |                           |                                         |         |       |  |  |  |  |  |

#### VII legislatura
|                                                                                | Vincenzo Bombardieri ✔️ Eletto | Democrazia Cristiana                    | 88 801  | 57,27 |  |  |  |  |  |
|                                                                                | Giuseppe Brighenti             | Partito Comunista Italiano              | 33 152  | 21,38 |  |  |  |  |  |
|                                                                                | Eugenio Bruni                  | Partito Socialista Italiano             | 17 220  | 11,11 |  |  |  |  |  |
|                                                                                | Enrico Brambati                | Partito Socialista Democratico Italiano | 4 268   | 2,75  |  |  |  |  |  |
|                                                                                | Raffaele Joppi                 | Movimento Sociale Italiano              | 3 896   | 2,51  |  |  |  |  |  |
|                                                                                | Ugo Moreschi                   | Democrazia Proletaria                   | 2 796   | 1,80  |  |  |  |  |  |
|                                                                                | Giuseppe Scaravaggi            | Partito Repubblicano Italiano           | 2 358   | 1,52  |  |  |  |  |  |
|                                                                                | Valerio Chiaramonte            | Partito Liberale Italiano               | 1 833   | 1,18  |  |  |  |  |  |
|                                                                                | Maria Teresa Grosso            | Partito Radicale                        | 722     | 0,47  |  |  |  |  |  |
| Totale                                                                         | Totale                         | Totale                                  | 155 046 | 100   |  |  |  |  |  |
|                                                                                |                                |                                         |         |       |  |  |  |  |  |
| Voti non validi                                                                | Voti non validi                | Voti non validi                         | 5 308   | 3,31  |  |  |  |  |  |
| Votanti                                                                        | Votanti                        | Votanti                                 | 160 354 | 97,16 |  |  |  |  |  |
| Elettori                                                                       | Elettori                       | Elettori                                | 165 042 |       |  |  |  |  |  |
|                                                                                |                                |                                         |         |       |  |  |  |  |  |
| Nota: quorum del 65% non raggiunto; ripartizione dei seggi a livello regionale |                                |                                         |         |       |  |  |  |  |  |
| Data: 20 giugno 1976                                                           |                                |                                         |         |       |  |  |  |  |  |
| Fonte: Ministero dell'interno                                                  |                                |                                         |         |       |  |  |  |  |  |

#### VIII legislatura
|                                                                                | Vincenzo Bombardieri ✔️ Eletto | Democrazia Cristiana                         | 89 487  | 55,71 |  |  |  |  |  |
|                                                                                | Angelo Legnani                 | Partito Comunista Italiano                   | 34 776  | 21,65 |  |  |  |  |  |
|                                                                                | G. Mazzoleni                   | Partito Socialista Italiano                  | 17 031  | 10,60 |  |  |  |  |  |
|                                                                                | A. Locatelli                   | Partito Socialista Democratico Italiano      | 6 334   | 3,94  |  |  |  |  |  |
|                                                                                | Raffaele Ioppi                 | Movimento Sociale Italiano                   | 3 740   | 2,33  |  |  |  |  |  |
|                                                                                | L. Parenzan                    | Partito Repubblicano Italiano                | 2 629   | 1,64  |  |  |  |  |  |
|                                                                                | G. Colombo                     | Partito Radicale                             | 2 531   | 1,58  |  |  |  |  |  |
|                                                                                | Valerio Chiaramonte            | Partito Liberale Italiano                    | 2 351   | 1,46  |  |  |  |  |  |
|                                                                                | L. Mingardi                    | Nuova Sinistra Unita                         | 1 068   | 0,66  |  |  |  |  |  |
|                                                                                | P. Meloni                      | Costituente di Destra - Democrazia Nazionale | 689     | 0,43  |  |  |  |  |  |
| Totale                                                                         | Totale                         | Totale                                       | 160 636 | 100   |  |  |  |  |  |
|                                                                                |                                |                                              |         |       |  |  |  |  |  |
| Voti non validi                                                                | Voti non validi                | Voti non validi                              | 7 400   | 4,40  |  |  |  |  |  |
| Votanti                                                                        | Votanti                        | Votanti                                      | 168 036 | 96,68 |  |  |  |  |  |
| Elettori                                                                       | Elettori                       | Elettori                                     | 173 814 |       |  |  |  |  |  |
|                                                                                |                                |                                              |         |       |  |  |  |  |  |
| Nota: quorum del 65% non raggiunto; ripartizione dei seggi a livello regionale |                                |                                              |         |       |  |  |  |  |  |
| Data: 3 giugno 1979                                                            |                                |                                              |         |       |  |  |  |  |  |
| Fonte: Ministero dell'interno                                                  |                                |                                              |         |       |  |  |  |  |  |

#### IX legislatura
|                                                                                | Vincenzo Bombardieri ✔️ Eletto | Democrazia Cristiana                    | 81 940  | 49,56 |  |  |  |  |  |
|                                                                                | Angelo Legnani                 | Partito Comunista Italiano              | 36 974  | 22,36 |  |  |  |  |  |
|                                                                                | Carlo Venturati                | Partito Socialista Italiano             | 18 776  | 11,36 |  |  |  |  |  |
|                                                                                | Vittorio Olcese                | Partito Repubblicano Italiano           | 5 962   | 3,61  |  |  |  |  |  |
|                                                                                | Ferruccio Pilenga              | Movimento Sociale Italiano              | 5 842   | 3,53  |  |  |  |  |  |
|                                                                                | Aldo Antonio Pignatelli        | Partito Socialista Democratico Italiano | 4 642   | 2,81  |  |  |  |  |  |
|                                                                                | Valerio Chiaromonte            | Partito Liberale Italiano               | 3 861   | 2,34  |  |  |  |  |  |
|                                                                                | Mario Pizzaballa               | Democrazia Proletaria                   | 3 247   | 1,96  |  |  |  |  |  |
|                                                                                | Elisabeth Van Ravensteyn       | Partito Radicale                        | 2 595   | 1,57  |  |  |  |  |  |
|                                                                                | Bruno Scarabelli               | Partito Cristiano Azione Sociale        | 1 219   | 0,74  |  |  |  |  |  |
|                                                                                | Francesco Balzari              | Lista per Trieste                       | 289     | 0,17  |  |  |  |  |  |
| Totale                                                                         | Totale                         | Totale                                  | 165 347 | 100   |  |  |  |  |  |
|                                                                                |                                |                                         |         |       |  |  |  |  |  |
| Voti non validi                                                                | Voti non validi                | Voti non validi                         | 11 084  | 6,28  |  |  |  |  |  |
| Votanti                                                                        | Votanti                        | Votanti                                 | 176 431 | 94,56 |  |  |  |  |  |
| Elettori                                                                       | Elettori                       | Elettori                                | 186 577 |       |  |  |  |  |  |
|                                                                                |                                |                                         |         |       |  |  |  |  |  |
| Nota: quorum del 65% non raggiunto; ripartizione dei seggi a livello regionale |                                |                                         |         |       |  |  |  |  |  |
| Data: 26 giugno 1983                                                           |                                |                                         |         |       |  |  |  |  |  |
| Fonte: Ministero dell'interno                                                  |                                |                                         |         |       |  |  |  |  |  |

#### X legislatura
|                                                                                | Gilberto Bonalumi ✔️ Eletto | Democrazia Cristiana                    | 84 039  | 46,36 |  |  |  |  |  |
|                                                                                | G. Bresciani                | Partito Comunista Italiano              | 33 497  | 18,48 |  |  |  |  |  |
|                                                                                | F. Mezzanotte               | Partito Socialista Italiano             | 26 884  | 14,83 |  |  |  |  |  |
|                                                                                | F. D'Intino                 | Movimento Sociale Italiano              | 6 193   | 3,42  |  |  |  |  |  |
|                                                                                | G. Bianchi                  | Lega Lombarda                           | 6 169   | 3,40  |  |  |  |  |  |
|                                                                                | Carlo Fatuzzo               | Liga Veneta-Pensionati Uniti            | 4 534   | 2,50  |  |  |  |  |  |
|                                                                                | G. A. Scaravaggi            | Partito Repubblicano Italiano           | 3 821   | 2,11  |  |  |  |  |  |
|                                                                                | S. Burattin                 | Lista Verde                             | 3 704   | 2,04  |  |  |  |  |  |
|                                                                                | Mario Pizzaballa            | Democrazia Proletaria                   | 3 463   | 1,91  |  |  |  |  |  |
|                                                                                | M. Gubinelli                | Partito Radicale                        | 3 209   | 1,77  |  |  |  |  |  |
|                                                                                | Aldo Antonio Pignatelli     | Partito Socialista Democratico Italiano | 2 973   | 1,64  |  |  |  |  |  |
|                                                                                | B. Vitali Paola             | Partito Liberale Italiano               | 2 455   | 1,35  |  |  |  |  |  |
|                                                                                | G. Pavoni                   | Alleanza Popolare Pensionati            | 330     | 0,18  |  |  |  |  |  |
| Totale                                                                         | Totale                      | Totale                                  | 181 271 | 100   |  |  |  |  |  |
|                                                                                |                             |                                         |         |       |  |  |  |  |  |
| Voti non validi                                                                | Voti non validi             | Voti non validi                         | 8 895   | 4,68  |  |  |  |  |  |
| Votanti                                                                        | Votanti                     | Votanti                                 | 190 166 | 95,47 |  |  |  |  |  |
| Elettori                                                                       | Elettori                    | Elettori                                | 199 189 |       |  |  |  |  |  |
|                                                                                |                             |                                         |         |       |  |  |  |  |  |
| Nota: quorum del 65% non raggiunto; ripartizione dei seggi a livello regionale |                             |                                         |         |       |  |  |  |  |  |
| Data: 14 giugno 1987                                                           |                             |                                         |         |       |  |  |  |  |  |
| Fonte: Ministero dell'interno                                                  |                             |                                         |         |       |  |  |  |  |  |

#### XI legislatura
|                                                                                | Andreino Carrara ✔️ Eletto     | Democrazia Cristiana                    | 67 692  | 33,94 |  |  |  |  |  |
|                                                                                | Giancarlo Pagliarini ✔️ Eletto | Lega Lombarda                           | 41 377  | 20,74 |  |  |  |  |  |
|                                                                                | Giuseppe Valietti              | Partito Socialista Italiano             | 20 358  | 10,21 |  |  |  |  |  |
|                                                                                | Giulia Galimberti              | Partito Democratico della Sinistra      | 18 635  | 9,34  |  |  |  |  |  |
|                                                                                | Sebastiano Baroni              | Partito della Rifondazione Comunista    | 7 725   | 3,87  |  |  |  |  |  |
|                                                                                | Eugenio Miccini                | Lega Alpina Lumbarda                    | 6 351   | 3,18  |  |  |  |  |  |
|                                                                                | Luigi Reduzzi                  | Federazione dei Verdi                   | 5 850   | 2,93  |  |  |  |  |  |
|                                                                                | Mario Vezzoli                  | Movimento Sociale Italiano              | 5 309   | 2,66  |  |  |  |  |  |
|                                                                                | Anna Maria Fatuzzo             | Partito Pensionati                      | 4 736   | 2,37  |  |  |  |  |  |
|                                                                                | Franco Tonolini                | Partito Repubblicano Italiano           | 4 383   | 2,20  |  |  |  |  |  |
|                                                                                | Giancarlo Falchetti            | Lega Lombardia Europea                  | 3 476   | 1,74  |  |  |  |  |  |
|                                                                                | Antonio Taroni                 | Partito Liberale Italiano               | 3 454   | 1,73  |  |  |  |  |  |
|                                                                                | Fausto Pasquini                | La Lega Casalinghe-Pensionati           | 2 781   | 1,39  |  |  |  |  |  |
|                                                                                | Maria Monticelli               | Lista Marco Pannella                    | 2 058   | 1,03  |  |  |  |  |  |
|                                                                                | Barbara Guglielmi              | Alleanza Lombarda Autonomia             | 1 484   | 0,74  |  |  |  |  |  |
|                                                                                | Antonio Gatti                  | Partito Socialista Democratico Italiano | 1 482   | 0,74  |  |  |  |  |  |
|                                                                                | Potito Carpinelli              | Sì Referendum                           | 1 102   | 0,55  |  |  |  |  |  |
|                                                                                | Emilio Maria Artina            | Caccia Pesca Ambiente                   | 541     | 0,27  |  |  |  |  |  |
|                                                                                | Eugenio Califfo                | Federalismo - Pensionati Uomini Vivi    | 222     | 0,11  |  |  |  |  |  |
|                                                                                | Enrico Buzzetti                | Movimento Fascismo e Libertà            | 184     | 0,09  |  |  |  |  |  |
| Totale                                                                         | Totale                         | Totale                                  | 199 470 | 100   |  |  |  |  |  |
|                                                                                |                                |                                         |         |       |  |  |  |  |  |
| Voti non validi                                                                | Voti non validi                | Voti non validi                         | 9 394   | 4,50  |  |  |  |  |  |
| Votanti                                                                        | Votanti                        | Votanti                                 | 208 864 | 94,89 |  |  |  |  |  |
| Elettori                                                                       | Elettori                       | Elettori                                | 220 107 |       |  |  |  |  |  |
|                                                                                |                                |                                         |         |       |  |  |  |  |  |
| Nota: quorum del 65% non raggiunto; ripartizione dei seggi a livello regionale |                                |                                         |         |       |  |  |  |  |  |
| Data: 5 aprile 1992                                                            |                                |                                         |         |       |  |  |  |  |  |
| Fonte: Ministero dell'interno                                                  |                                |                                         |         |       |  |  |  |  |  |

## 1993-2005

### Territorio
Il collegio di Treviglio era uno dei 31 collegi uninominali in cui era suddivisa la Lombardia; come previsto dal D.Lgs. del 20 dicembre 1993 n. 535, e comprendeva i seguenti comuni: Antegnate, Arcene, Arzago d'Adda, Bagnatica, Barbata, Bariano, Bolgare, Boltiere, Bottanuco, Brembate, Brignano Gera d'Adda, Brusaporto, Calcinate, Calcio, Calvenzano, Canonica d'Adda, Capriate San Gervasio, Caravaggio, Carobbio degli Angeli, Casirate d'Adda, Castel Rozzone, Cavernago, Chiuduno, Ciserano, Cividate al Piano, Cologno al Serio, Comun Nuovo, Cortenova, Covo, Fara Gera d'Adda, Fara Olivana con Sola, Filago, Fontanella, Fornovo San Giovanni, Ghisalba, Gorlago, Grassobbio, Isso, Levate, Lurano, Madone, Martinengo, Misano di Gera d'Adda, Morengo, Mornico al Serio, Mozzanica, Osio Sopra, Osio Sotto, Pagazzano, Palosco, Pognano, Pontirolo Nuovo, Pumenengo, Romano di Lombardia, Spirano, Telgate, Torre Pallavicina, Treviglio, Urgnano, Verdellino, Verdello e Zanica.

### Eletti
| Elezione | Elezione | Senatore               | Partito                 |
| -------- | -------- | ---------------------- | ----------------------- |
|          | 1994     | Massimo Dolazza        | Polo delle Libertà (LN) |
|          | 1996     | Massimo Dolazza        | Lega Nord               |
|          | 2001     | Ettore Pietro Pirovano | Casa delle Libertà (LN) |

### Dati elettorali

#### XII legislatura
|                               | Massimo Dolazza ✔️ Eletto | Polo delle Libertà           | 74 648  | 43,55 |  |  |  |  |  |
|                               | Giuseppe Isidoro Longhi   | Patto per l'Italia           | 31 992  | 18,66 |  |  |  |  |  |
|                               | Federico Crippa           | Progressisti                 | 27 880  | 16,26 |  |  |  |  |  |
|                               | Claudio Conter            | Lega Alpina Lumbarda         | 9 980   | 5,82  |  |  |  |  |  |
|                               | Basilio Mangano           | Alleanza Nazionale           | 8 679   | 5,06  |  |  |  |  |  |
|                               | Carlo Fatuzzo             | Partito Pensionati           | 8 658   | 5,05  |  |  |  |  |  |
|                               | Enrica Pianelli           | Lista Pannella-Riformatori   | 5 581   | 3,26  |  |  |  |  |  |
|                               | Bruno Maurili             | Lega di Angela Bossi         | 3 001   | 1,75  |  |  |  |  |  |
|                               | Laura Schiavi Valle       | Partito della Legge Naturale | 1 006   | 0,59  |  |  |  |  |  |
| Totale                        | Totale                    | Totale                       | 171 425 | 100   |  |  |  |  |  |
|                               |                           |                              |         |       |  |  |  |  |  |
| Voti non validi               | Voti non validi           | Voti non validi              | 8 211   | 4,57  |  |  |  |  |  |
| Votanti                       | Votanti                   | Votanti                      | 179 636 | 99,80 |  |  |  |  |  |
| Elettori                      | Elettori                  | Elettori                     | 180 000 |       |  |  |  |  |  |
|                               |                           |                              |         |       |  |  |  |  |  |
| Data: 27-28 marzo 1994        |                           |                              |         |       |  |  |  |  |  |
| Fonte: Ministero dell'interno |                           |                              |         |       |  |  |  |  |  |

#### XIII legislatura
|                               | Massimo Dolazza ✔️ Eletto | Lega Nord                                | 61 382  | 35,45 |  |  |  |  |  |
|                               | Luciano Gelpi             | L'Ulivo                                  | 51 150  | 29,54 |  |  |  |  |  |
|                               | Mario Signorelli          | Polo per le Libertà                      | 48 021  | 27,74 |  |  |  |  |  |
|                               | Giovanni Riva             | Lega per l'Autonomia - Alleanza Lombarda | 5 541   | 3,20  |  |  |  |  |  |
|                               | Maurizio Gubinelli        | Lista Pannella-Sgarbi                    | 2 391   | 1,38  |  |  |  |  |  |
|                               | Tiziano Brunasso          | Movimento Sociale Fiamma Tricolore       | 1 771   | 1,02  |  |  |  |  |  |
|                               | Natale Molinari           | Partito Socialista                       | 1 547   | 0,89  |  |  |  |  |  |
|                               | Luigi Licini              | Federazione Liste Civiche                | 1 326   | 0,77  |  |  |  |  |  |
| Totale                        | Totale                    | Totale                                   | 173 129 | 100   |  |  |  |  |  |
|                               |                           |                                          |         |       |  |  |  |  |  |
| Voti non validi               | Voti non validi           | Voti non validi                          | 8 593   | 4,73  |  |  |  |  |  |
| Votanti                       | Votanti                   | Votanti                                  | 181 722 | 92,21 |  |  |  |  |  |
| Elettori                      | Elettori                  | Elettori                                 | 197 080 |       |  |  |  |  |  |
|                               |                           |                                          |         |       |  |  |  |  |  |
| Data: 21 aprile 1996          |                           |                                          |         |       |  |  |  |  |  |
| Fonte: Ministero dell'interno |                           |                                          |         |       |  |  |  |  |  |

#### XIV legislatura
|                               | Ettore Pietro Pirovano ✔️ Eletto | Casa delle Libertà                       | 79 396  | 43,62 |  |  |  |  |  |
|                               | Carla Bonfichi                   | L'Ulivo                                  | 51 677  | 28,39 |  |  |  |  |  |
|                               | Giovanni Riva                    | Lega per l'Autonomia - Alleanza Lombarda | 18 517  | 10,17 |  |  |  |  |  |
|                               | Carlo Fatuzzo                    | Partito Pensionati                       | 8 193   | 4,50  |  |  |  |  |  |
|                               | Vittorio Armanni                 | Partito della Rifondazione Comunista     | 6 980   | 3,83  |  |  |  |  |  |
|                               | Remo Fiorita                     | Lista Di Pietro                          | 6 072   | 3,34  |  |  |  |  |  |
|                               | Chantal Lucchi                   | Democrazia Europea                       | 4 150   | 2,28  |  |  |  |  |  |
|                               | Emilia Gioia                     | Lista Pannella-Bonino                    | 3 604   | 1,98  |  |  |  |  |  |
|                               | Emilio Sant'Ambrogio             | Fiamma Tricolore                         | 1 961   | 1,08  |  |  |  |  |  |
|                               | Ferruccio Rozzoni                | Forza Nuova                              | 712     | 0,39  |  |  |  |  |  |
|                               | Giuseppe Vismara                 | Partito Liberal-Popolare                 | 432     | 0,24  |  |  |  |  |  |
|                               | Luciano Bellini                  | Liberaldemocratici Basta                 | 321     | 0,18  |  |  |  |  |  |
| Totale                        | Totale                           | Totale                                   | 182 015 | 100   |  |  |  |  |  |
|                               |                                  |                                          |         |       |  |  |  |  |  |
| Voti non validi               | Voti non validi                  | Voti non validi                          | 9 869   | 5,14  |  |  |  |  |  |
| Votanti                       | Votanti                          | Votanti                                  | 191 884 | 89,60 |  |  |  |  |  |
| Elettori                      | Elettori                         | Elettori                                 | 214 151 |       |  |  |  |  |  |
|                               |                                  |                                          |         |       |  |  |  |  |  |
| Data: 13 maggio 2001          |                                  |                                          |         |       |  |  |  |  |  |
| Fonte: Ministero dell'interno |                                  |                                          |         |       |  |  |  |  |  |